# Copa FGF
A Copa FGF, também conhecida como Copa Federação Gaúcha de Futebol, é uma copa criada pela Federação Gaúcha de Futebol, envolvendo os clubes gaúchos, para mantê-los ativos durante o segundo semestre do ano. O campeão da competição participa da Copa do Brasil do ano seguinte.

## História
A Copa Governador do Estado foi a sua precursora. Ela teve sua primeira edição no ano de 1970 e teve edições alternadas, sendo a última no ano de 1991. Em 2004, em uma tentativa de manter ativos os clubes no segundo semestre do ano, a Federação Gaúcha criou a Copa FGF. Ela seria disputada anualmente e seria aberta, ou seja, qualquer equipe pertencente ou não a qualquer uma das divisões do Campeonato Gaúcho de Futebol poderia se inscrever. A partir da edição de 2007, a Copa recebeu o nome de um importante nome do futebol gaúcho, geralmente o nome de um importante dirigente.
Em 2013, com a criação da Super Copa Gaúcha, o campeão da Copa FGF garantia a classificação para esta nova competição e podia brigar com mais três campeões regionais por uma vaga no Campeonato Brasileiro de Futebol - Série D. Em 2016, com a Super Copa Gaúcha se tornando a competição oficial do segundo semestre, a Copa FGF foi descontinuada. O anúncio da extinção da competição, porém, nunca foi oficializado pela FGF, voltando a ser disputada em 2017, substituindo a própria Super Copa Gaúcha e garantindo vaga agora na Recopa Gaúcha, que até então era disputada entre o supercampeão gaúcho e o campeão do Gauchão.

## Títulos por equipe
| Clube                             | Campeão | Anos dos Títulos | Vice | Anos dos Vice-Campeonatos |
| --------------------------------- | ------- | ---------------- | ---- | ------------------------- |
| São José-RS (Porto Alegre)        | 2       | 2017 e 2024      | 4    | 2013, 2019, 2020 e 2023   |
| Novo Hamburgo (Novo Hamburgo)     | 2       | 2005 e 2013      | 1    | 2021                      |
| Lajeadense (Lajeado)              | 2       | 2014 e 2015      | 1    | 2011                      |
| Pelotas (Pelotas)                 | 2       | 2008 e 2019      | 1    | 2015                      |
| Internacional (Porto Alegre)      | 2       | 2009 e 2010      | 0    |                           |
| Juventude (Caxias do Sul)         | 2       | 2011 e 2012      | 0    |                           |
| São Luiz (Ijuí)                   | 2       | 2022 e 2023      | 0    |                           |
| Esportivo (Bento Gonçalves)       | 1       | 2004             | 0    |                           |
| Grêmio (Porto Alegre)             | 1       | 2006             | 0    |                           |
| Caxias (Caxias do Sul)            | 1       | 2007             | 0    |                           |
| Avenida (Santa Cruz do Sul)       | 1       | 2018             | 0    |                           |
| Santa Cruz-RS (Santa Cruz do Sul) | 1       | 2020             | 0    |                           |
| Glória (Vacaria)                  | 1       | 2021             | 0    |                           |
| Canoas (Canoas)                   | 0       |                  | 2    | 2005 e 2006               |
| Cerâmica (Gravataí)               | 0       |                  | 2    | 2008 e 2010               |
| Brasil de Pelotas (Pelotas)       | 0       |                  | 2    | 2007 e 2012               |
| Gaúcho (Passo Fundo)              | 0       |                  | 2    | 2004 e 2018               |
| Ypiranga (Erechim)                | 0       |                  | 2    | 2009 e 2024               |
| Guarani (Venâncio Aires)          | 0       |                  | 1    | 2014                      |
| Aimoré (São Leopoldo)             | 0       |                  | 1    | 2017                      |
| Passo Fundo (Passo Fundo)         | 0       |                  | 1    | 2022                      |

## Artilharia
| Ano  | Atleta           | Clube               | Nº de Gols     |
| ---- | ---------------- | ------------------- | -------------- |
| 2004 | Fernando         | Esportivo           | 13             |
| 2005 | Não Disponível   |                     | Não Disponível |
| 2006 | Não Disponível   |                     | Não Disponível |
| 2007 | Éder Machado     | Ypiranga de Erechim | 10             |
| 2008 | Lê               | Canoas              | 11             |
| 2009 | Lê               | Caxias              | 13             |
| 2010 | Guto             | Internacional       | 11             |
| 2011 | Paulinho Macaíba | Novo Hamburgo       | 12             |
| 2012 | Zulu             | Juventude           | 10             |
| 2013 | Thiago Santana   | Internacional       | 4              |
| 2014 | Gilmar           | Lajeadense          | 7              |
| 2015 | Heliardo         | São José-RS         | 6              |
| 2017 | França           | Cruzeiro-RS         | 7              |
| 2018 | Márcio Jonatan   | Soledade            | 10             |
| 2019 | Matheus          | Aimoré              | 9              |
| 2020 | Itamar           | Passo Fundo         | 6              |
| 2021 | Lucas Silva      | Aimoré              | 13             |
| 2022 | Michel           | Passo Fundo         | 11             |
| 2023 | Guilherme Garré  | Novo Hamburgo       | 5              |
| 2024 | Edson Cariús     | Ypiranga de Erechim | 6              |
| 2024 | Renê             | São José-RS         | 6              |